# Torre de Babel (telenovela)
Torre de Babel es una telenovela brasileña producida y emitida por TV Globo. Fue estrenada el 25 de mayo de 1998 y finalizó el 16 de enero de 1999, en Brasil. Fue emitida en 203 capítulos. 
Fue escrita por Silvio de Abreu, Alcides Nogueira y Bosco Brasil, dirigida por Denise Saraceni, José Luiz Villamarim, Carlos Araújo y Paulo Silvestrini sobre núcleo de Denise Saraceni.
Protagonizada por Tony Ramos, Edson Celulari, Letícia Sabatella y los primeros actores Tarcísio Meira, Glória Menezes, con las participaciones antagónicas de Adriana Esteves, Isadora Ribeiro y Cláudia Raia.

## Sinopsis

### Primera etapa
En 1978, el antiguo experto en fuegos artificiales, José Clemente consigue un trabajo como albañil para levantar un centro comercial de la constructora del ingeniero César Toledo. Durante una fiesta que marca el final de la construcción del centro comercial, la esposa de Clemente tiene una relación íntima con dos de los albañiles. Enfurecido, Clemente mata a su esposa y a uno de los hombres, a golpes de pala. César corre a ver lo que sucede, informa a la policía y testifica en el juicio en contra de Clemente. 
Su testimonio es crucial para la condena de Clemente, para descubrir sus terribles crímenes y atrevido, un tribunal que está bajo sospecha.

### Segunda etapa
Veinte años pasan y Clemente deja la cárcel. El tiempo que estuvo expuesto a la dura realidad del sistema penitenciario, lo convirtió en un hombre aún más amargo y sediento de venganza. A pesar de que intenta rehacer su vida, está obsesionado por el deseo de vengarse de César Toledo, quien considera que ha sido en gran parte responsable de su condenación.
César Toledo se ha convertido en un poderoso hombre de negocios, sino que lleva una vida llena de problemas. Su matrimonio con Marta está en crisis y con el apoyo casi por completo gracias a sus esfuerzos. La unión naufragó una vez que César se encuentra un viejo amor, La abogada Lucia Prado, durante un viaje a Austria y los dos comienzan un romance.
La relación con los niños no está bien resuelto. El mayor, Enrique, administra los asuntos del centro comercial, pero tiene un temperamento muy diferente de su padre. Extravagante y vano, hace que la fiesta de inauguración de Tropical Tower Shopping en un gran evento de carnaval. Alexandre es el hijo del medio. Un joven estudiante de derecho que se resiente todavía dependen de la ayuda financiera de su padre, que él está dispuesto a completar sus estudios antes de salir de casa. El hijo más joven,Guillermo es la principal fuente de los tormentos de la familia. Dependiente se sustancias químicas, involucrado con marginales, vive huyendo de clínicas de rehabilitación y tratar de obtener dinero de los familiares y amigos para poder mantener su hábito. Durante la inauguración del centro comercial, después de tratar de obtener dinero, sin éxito, que invade el vestíbulo principal del edificio y tiene que ser contenido por los guardias de seguridad.
La familia de Clemente, con el que de nuevo cuando salga de la cárcel, vive y trabaja en la chatarrería de su padre, Agenor, un hombre cruel y violento que ha creado no duro y aman a sus hijos y nietos sobre la base de torturas físicas y psicológicas. Es el hogar de los dos medio-hermanos Clemente, Agustín, Muñeca, y Shirley, su hija menor, una joven dulce y amable que sufre de un defecto físico en la pierna. Ella se encarga de Chatarra, una persona con discapacidad que viven en familia y el trabajo doméstico en el depósito de chatarra. En esa fría y sin vida, hay algunos de los mejores momentos cómicos de la novela, gracias a las luchas de Muñeca y Agustín y las travesuras de Chatarra, un personaje que cayó en las gracias de la opinión pública.
La otra hija de Clemente es Sandra. A diferencia de Shirley, que no perdona a su padre por el asesinato de su madre y se alimentan los sentimientos negativos en relación con todos los miembros de la familia. Se trata de una mujer ambiciosa que trabaja como camarera en la cafetería de Eduardo, pero nada que llevarse bien y ascender en la vida. Así que se involucren con Alexandre. Completamente enamorado de la chica, no se da cuenta de que ella está principalmente interesada en su dinero y que lo traiciona siempre que sea posible.
En la cafetería de Eduardo también trabaja la camarera Bertha Colombo, una mujer espontánea y divertida, pero también ingenua, que alimenta el sueño de tornarse millonaria. Ella vive con su tía Sarita en una vivienda pequeña, pero sus vidas cambian después de que, gracias a un giro del destino, la camarera se convierte en dueña de una fortuna. Bertha va siempre acompañada de su mejor amiga, la cocinera Luzineide, que también trabaja en la cafetería y con quien deslumbra con su personalidad exuberante, impide que la chica pronuncia una sola palabra.
Dando inicio a su plan de venganza, José Clemente consigue un trabajo como vigilante en el centro comercial. Por lo tanto, se prevé la instalación de explosivos en el edificio. Su plan es destruir a la gran empresa de César, pero sin herir a personas inocentes. Los explosivos serían detonados cuando el centro comercial estaba vacío. Sin embargo, por razones misteriosas, los artefactos se activan antes de la hora cuando el edificio está lleno. La explosión dejó varios heridos y mataron a varias personas.
Algunos personajes destacados de la novela se murieron en la explosión del centro comercial. Guillermo el joven con problemas que atormenta la vida de la familia Toledo, es uno de ellos. Otras dos víctimas son la diseñadora Rafaela Katz y la exmodelo Leila Sampaio. Ellas son socias en una boutique de moda y tener una relación amorosa.
La mujer de negocios Ángela Vidal, brazo-derecho de La familia Toledo em La administración del centro comercial y alimenta una pasión platónica de Enrique, su mejor amigo y compañero de trabajo. Enrique, sin embargo, está casado con Vilma, además de ser un mujeriego incorregible, que recoge las conquistas románticas, y los sentimientos del amigo confiado. Poco a poco, la pasión de Ángela es cada vez más insalubre, y para conseguir lo que quiere, se pone a una asesina fría y despiadada, que llega para celebrar la muerte de sus víctimas. Su final es trágico: cuando descubre que Enrique se casaría con Celeste, la madre de un hijo de Guillermo, Ángela corre la parte superior del centro comercial recientemente reconstruido y se suicida.
Cuando el romance entre Lucía y César llega a su fin, la abogada se involucra con Alexandre. Al final de la novela, ya ha aceptado el verdadero carácter de Sandra, el hijo de César en última instancia, decide quedarse con el amor de su ex-padre. César y Marta se reconcilian.
Bajo el nombre de Johnny Percebe, Agustín es un éxito como cantante. De hecho, Muñeca es que tiene el talento para cantar, pero creo que es demasiado feo para ser presentado al público. Muñeca presta su voz a su hermano, pero sentirse frustrado por no poder disfrutar de la fama. La farsa llega a su fin después de una presentación en el programa de Xuxa. La presentadora descubre que Muñeca es el cantante de verdad detrás de las escenas y sube al escenario. Agustín, a su vez, descubre que su verdadero talento cuando se convierte en un jugador de fútbol en el equipo de su barrio.
A lo largo de la novela, Bertha se dividió entre Eduardo, Agustín y Muñeca. Ella se casa con el dueño del restaurante, pero los cuatro personajes terminan juntos en una plaza de amor.

## Reparto
| Actor/Actriz       | Personaje                                            |
| ------------------ | ---------------------------------------------------- |
| Glória Menezes     | Marta Leme Toledo                                    |
| Tarcísio Meira     | César Toledo                                         |
| Tony Ramos         | José Clemente da Silva                               |
| Adriana Esteves    | Sandra da Silva                                      |
| Cláudia Raia       | Ángela Vidal                                         |
| Juca de Oliveira   | Agenor da Silva                                      |
| Edson Celulari     | Enrique Leme Toledo                                  |
| Maitê Proença      | Clara Soares                                         |
| Letícia Sabatella  | Celeste Leme Toledo                                  |
| Marcello Antony    | Guillermo Leme Toledo                                |
| Marcos Palmeira    | Alexandre Leme Toledo                                |
| Natália do Vale    | Lúcia Prado                                          |
| Stênio Garcia      | Bruno Maia                                           |
| Cláudia Jiménez    | Berta Colombo (Berta Colombo Falcão)                 |
| Christiane Torloni | Rafaela Katz (Neusa Maria da Silva)                  |
| Sílvia Pfeifer     | Leda Sampaio/Leila Sampaio                           |
| Oscar Magrini      | Agustín da Silva / Johnny Percebe (Augusto da Silva) |
| Isadora Ribeiro    | Vilma Toledo                                         |
| Danton Mello       | Adriano                                              |
| Victor Fasano      | Eduardo Falcão                                       |
| Karina Barum       | Shirley da Silva                                     |
| Cleyde Yáconis     | Diolinda Falcão                                      |
| Ernani Moraes      | Muñeca (Ariclenes da Silva)                          |
| Liana Duval        | Luisa                                                |
| Etty Fraser        | Sarita                                               |
| Cacá Carvalho      | Chatarra (Ariovaldo)                                 |
| Duda Mamberti      | Carlito                                              |
| Felipe Rocha       | Dino                                                 |
| Sthephanie Neves   | Tiffany Toledo                                       |
| Caio Graco         | Enrique Toledo Júnior                                |
| Carvalhinho        | Cláudio                                              |
| Felipe Latgé       | Guimiña (Guillermo Toledo Júnior)                    |
| Eliane Costa       | Luzineide                                            |
| Manitou Felipe     | Pedro                                                |

## Transmisión Internaciónal
Estados Unidos: Telemundo 
 México: Azteca 13 
  El Salvador: Canal 2 

 Guatemala: Canal 3 
  Honduras: Canal 11 Sotel 
  Nicaragua: Canal 2 
  Costa Rica: Teletica 
  Argentina: Telefe 
  Chile: Canal 13 
  Perú: Panamericana Televisión 
  Ecuador: Ecuavisa 
  Colombia: Cadena A 
  Venezuela: Televen 
  Bolivia: Unitel 
  Uruguay: Teledoce 
  República Dominicana: Telesistena 11 
  España: TVE (La 1)

## Banda sonora

### Nacional (Brasileña)
1. Te Amo - José Augusto (Tema de Shirley)
2. Loca (Crazy) - Simone (Tema de Celeste)
3. Felicidade, Que Saudade de Você - Zezé Di Camargo & Luciano (Tema de Agustín)
4. Eternamente - Fafá de Belém (Tema de Marta)
5. Só No Sapatinho - Grupo Só No Sapatinho (Tema de Sandra)
6. Quase Fui Lhe Procurar - Luiz Melodia (Tema de Ángela)
7. Muito Mais - Roupa Nova (Tema de Alejandro)
8. Vambora - Adriana Calcanhoto (Tema de Rafaela y Leila)
9. Onde Foi Que Eu Errei - Fat Family (Tema de Bertha)
10. Toda Vez - Zélia Duncan (Tema de Eduardo)
11. Telefone - Nara Leão (Tema de Eduardo)
12. Urubu Malandro - Paulo Moura & Os Batutas (Tema de Henrique)
13. Moda de Sangue - Elis Regina (Tema de Clemente y Clara)
14. Abertura/Pra Você - Gal Costa (Tema de abertura/Tema de César y Lucia)

### Internacional
1. Immortality - Celine Dion (Tema de César y Marta)
2. All my Life - K-CI & Jojo (Tema de Eduardo y Bertha)
3. You Were There - Eric Clapton (Tema de Ângela)
4. High - Lighthouse Family (Tema de Clemente y Clara)
5. Con te partiró - Andrea Bocelli (Tema de Alexandre y Lucia)
6. Adia - Sarah McLachlan (Tema de Clara)
7. Lady - Lionel Richie (Tema de Henrique y Celeste)
8. The Air That I Breathe - Simply Red (Tema de Clemente)
9. Be Alone No More - Another Level (Tema general)
10. Zoot Suit Riot - Cherry Poppin´ Daddies (Tema de Dino)
11. Por arriba, por abajo - Ricky Martin (Tema de Dino y Shirley)
12. I Want You To Want Me - D-Soul (Tema de Leda)
13. Ho fatto sn sogno - Antonello Venditti (Tema de Sandra)
14. The One I Gave My Heart To - Mya Hill (Tema general)
15. Corazón partío - Alejandro Sanz (Tema de Shirley y Adriano)
16. Habla me luna - All Jam

## Datos extras
- La escena de la explosión del centro comercial es considerada una la más notables de toda la novela.
- En sus primeros capítulos, la novela enfrentó bajos niveles de audiencia debido a las escenas muy fuertes por los espectadores. Después de algunos cambios realizados por el autor, el público se puso de nuevo de la novela.[2]
- La entrada de la novela fue cambiada debido a los cambios impuestos por el autor. La primera mostraba la torre de babel rodeada de cristal, y algunos destellos iluminaron la torre mientras que la cámara enfocada. El cristal que rodea la torre y se toma la forma Del centro comercial, el símbolo mayor de la novela. En la segunda entrada, el fondo del cielo era más claro, y las cámaras y lentes se retiraron, dejando la abertura más simple y más corto.[2]
- La primera entrada se aprecia mejor, pero modificado para adaptarse a los cambios drásticos en la estructura del texto de la novela. El tema de apertura instrumental rotundo en la primera fase, fue cambiada por el canto suave de Gal Costa com la canción Pra Você (Para Usted).[2]
- El gran éxito del personaje Chatarra, hizo el personaje volver a aparecer en otra novela del mismo autor, Belíssima.[2]
- La novela ha sido exportado a más de 20 países incluyendo Argentina, Bélgica, Ecuador, Perú, Chile, Estados Unidos, México, Marruecos, Rumania, Rusia, Senegal, Ucrania y Venezuela.